# 星田紫帆
星田 紫帆（ほしだ しほ、4月2日 - ）は日本の元シンガーソングライター。京都府出身。

## 来歴
- 2001年 - Bonnと「io」を結成。ライブを中心に活動。
- 2002年 - Bonnの別ユニット「ボンケリー」のアルバムで、コーラス参加。
- 2004年 - ビーイングに入社。
- 2005年 - ミニアルバム「終わらない願い」でインディーズデビュー。
- 2007年12月 - 歌手活動を一旦休止。
- 2008年8月 - 芸名をShihoに改め、活動を再開。
- 2011年4月 - BLOW TOPのボーカルとして2013年まで活動。以降は単発でのライブ等にとどまり、本格的な音楽活動はしていない。

## ディスコグラフィー

### インディーズミニアルバム
終わらない願い(2005/11/16)
1. ほどけた指
2. 迷子
3. 強くないよ
4. 終わらない願い
5. まなざし
6. TRAGIC LOVE
7. 笑顔

拙い足跡(2006/07/18)
1. 引き金
2. 白へ
3. 透明なかたち
4. 爪痕
5. サイレン
6. 扉
7. CALLING
8. 朝は願いを

CORDLESS(2009/06/24)
1. I still wanna know
2. Warped mind
3. ブラックキャット
4. JUNCTION
5. innocent world
6. シグナル

## レコーディング参加
- 愛内里菜「Believe your bravery」「Priority」
- 上原あずみ「Last Moment」